# Parafia Trójcy Przenajświętszej w Grodzisku
Parafia pw. Trójcy Przenajświętszej w Grodzisku – rzymskokatolicka parafia należąca do dekanatu Sterdyń, diecezji drohiczyńskiej, metropolii białostockiej.

## Historia
Parafia powstała 9 kwietnia 1919.

## Obszar parafii
W granicach parafii znajdują się miejscowości:
- Felicjanów,
- Grodzisk
- Klepki – 1/2 wsi,
- Sabnie
- Suchodół Włościański